# مقاطعة بوتر (بنسلفانيا)
مقاطعة بوتر (بالإنجليزية: Potter County, Pennsylvania)‏ هي إحدى مقاطعات ولاية بنسيلفانيا في الولايات المتحدة. بلغ عدد سكانها 17457 نسمة في عام 2010 حسب إحصاء مكتب تعداد الولايات المتحدة.

## وصلات خارجية
- www.pottercountypa.net